# 1406 Komppa
1406 Komppa este un asteroid din centura principală, descoperit pe 13 septembrie 1936, de Yrjö Väisälä.